# Circuito Urbano de Marina Bay
O Circuito Urbano de Marina Bay (cujo nome oficial é Marina Bay Singapore Street Circuit), também conhecido como Singapore Street Circuit, é um circuito de rua localizado na baía da Marina e tem 5,2 km. O Grande Prêmio de Singapura  teve sua primeira prova em 2008, e em todos os anos próximos esteve presente no calendário, até que em 2020 e 2021, por conta da pandemia de Covid-19 não se pode realizar a prova no circuito. Mas o seu retorno aconteceu em 2022.

## Pista

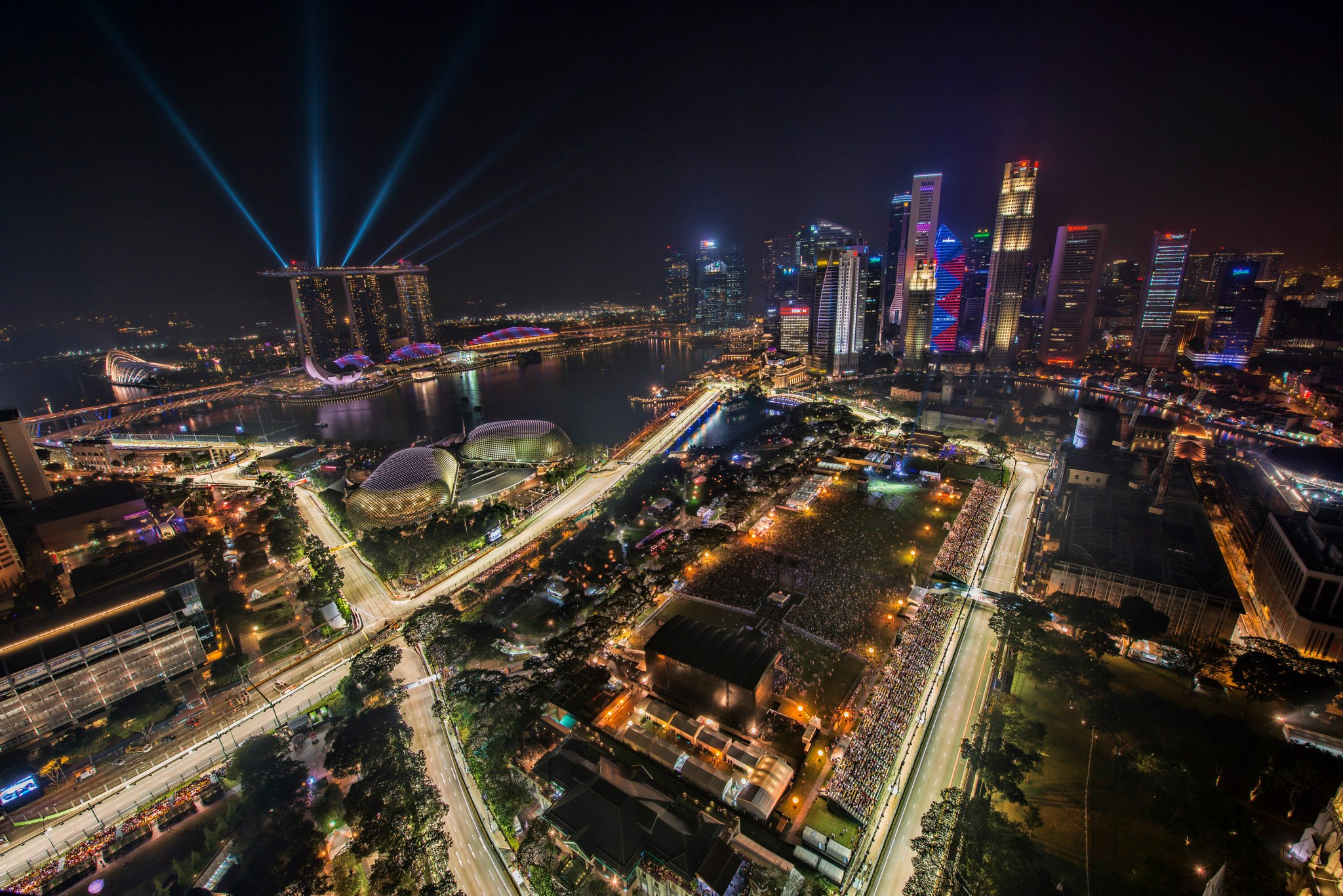
Circuito Urbano de Marina Bay

Semelhante em estilo ao Grande Prêmio do Mônaco. Este Grande Prêmio é a primeira corrida urbana na Ásia e decorrer no sentido contrário ao dos ponteiros do relógio. No entanto, o aspecto mais singular neste Grande Prêmio prende-se com o fato de ter sido a primeira corrida na história da Fórmula 1 a ser realizada à noite. O circuito totalmente iluminado deu aos pilotos um desafio adicional com o qual tiveram de lidar. São 1500 refletores que iluminam o Circuito Urbano de Marina Bay e para ligar isso tudo são necessários 108 423 metros de cabos e tendo uma quantidade de 3 180 000 watts necessários para acender o circuito que daria para iluminar 4 estádios de futebol.
O circuito representa um desafio técnico devido a uma boa combinação de curvas rápidas e lentas que proporcionam várias oportunidades de ultrapassagem. Prevê-se que os carros atinjam uma velocidade máxima em excesso de 300 km/h na secção da reta final da pista.
O circuito detém um recorde único de ter aparência de carro de segurança em todas as corridas.

## Evolução do Circuito

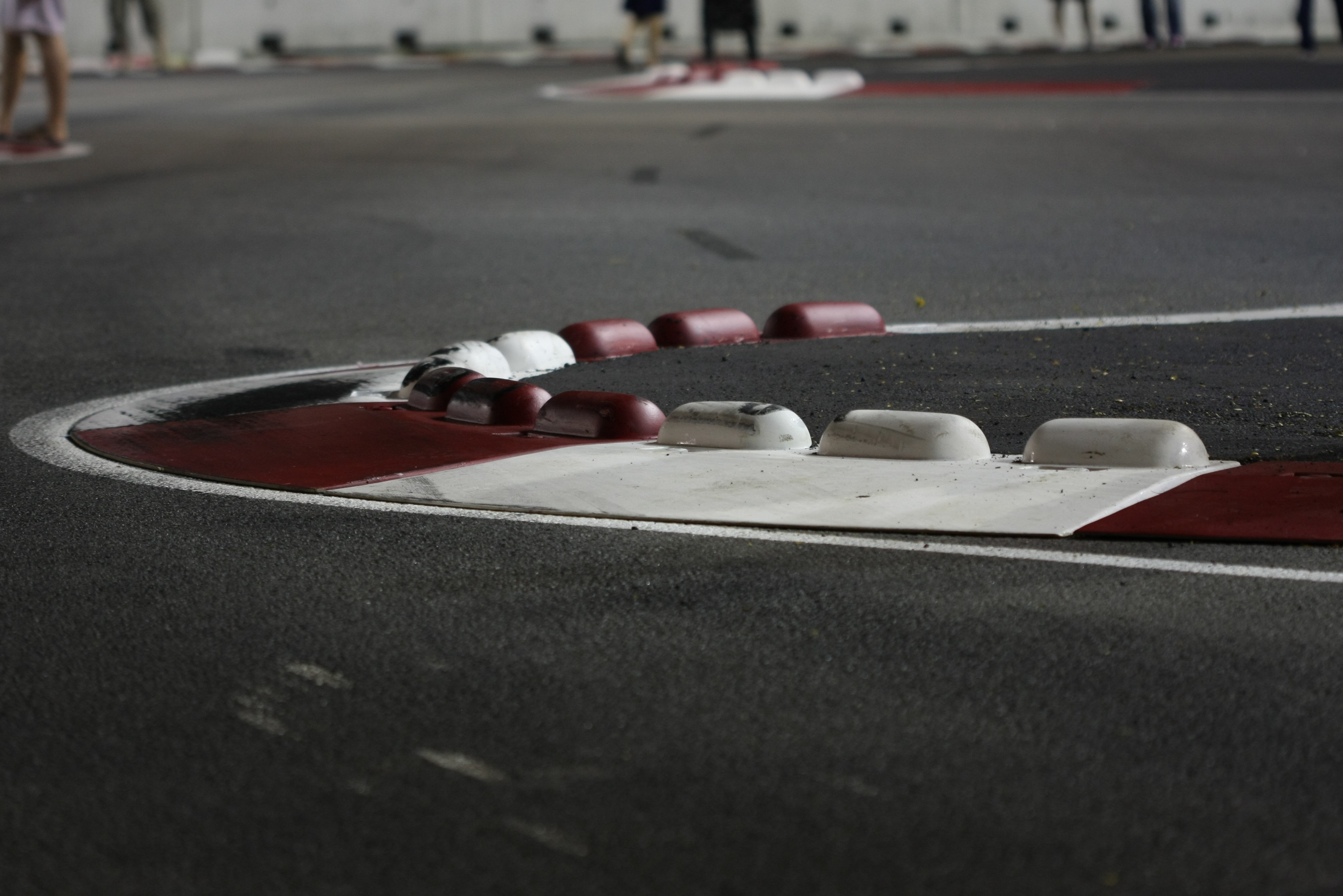
A antiga chicane da Curva 10 (Singapore Sling) que foi removida em 2013

O circuito original de 5,073 km foi utilizada em 2008 até 2012.
Em 2013, foi removida a chicane da curva 10 (Singapore Sling), desde sempre controversa por ser diferenciada, com zebras altas e ásperas. Os pilotos criticam aquela curva do circuito de Marina Bay desde a primeira edição da corrida noturna, em 2008, mas agora a situação será corrigida. A chicane foi substituída por uma simples curva à esquerda e ainda, o traçado foi repavimentado em algumas zonas para o piso ficar menos acidentado, nomeadamente entre as curvas 1 e 2, e 5 e 8, e na curva 17 (Ponte da Esplanada).
Em 2015, sofreu mais uma alteração do circuito em busca de melhores oportunidades de ultrapassagem em que foram feitas nas curvas 11, 12 e 13. A FIA e os promotores da prova concordaram em realinhar a curva 11, para que ela fique mais lenta em comparação com o design de 2013 e 2014. A curva 12 também será sutilmente modificada, para que os pilotos entrem do lado esquerdo da Anderson Bridge, antes de chegarem na curva 13 a 200 km/h, e entrarem em um hairpin alargado.

(2008-2012) Circuito Original de 5.073 km
(2013–2014) Com Remoção da chicane da curva 10
(2015–2017) Alteração nas curvas 11, 12 e 13
(2018 – 2022) Circuito com as curvas 16 e 17 reprofiliados

## Vencedores
| Ano                      | Piloto           | Chassi/Motor     | Resumo   |
| ------------------------ | ---------------- | ---------------- | -------- |
| 2008                     | Fernando Alonso  | Renault          | Detalhes |
| 2009                     | Lewis Hamilton   | McLaren-Mercedes | Detalhes |
| 2010                     | Fernando Alonso  | Ferrari          | Detalhes |
| 2011                     | Sebastian Vettel | Red Bull-Renault | Detalhes |
| 2012                     | Sebastian Vettel | Red Bull-Renault | Detalhes |
| 2013                     | Sebastian Vettel | Red Bull-Renault | Detalhes |
| 2014                     | Lewis Hamilton   | Mercedes         | Detalhes |
| 2015                     | Sebastian Vettel | Ferrari          | Detalhes |
| 2016                     | Nico Rosberg     | Mercedes         | Detalhes |
| 2017                     | Lewis Hamilton   | Mercedes         | Detalhes |
| 2018                     | Lewis Hamilton   | Mercedes         | Detalhes |
| 2019                     | Sebastian Vettel | Ferrari          | Detalhes |
| Não houve em 2020 e 2021 |                  |                  |          |
| 2022                     | Sérgio Perez     | Red Bull-RBPT    | Detalhes |
| 2023                     | Carlos Sainz Jr. | Ferrari          | Detalhes |
| 2024                     | Lando Norris     | McLaren-Mercedes | Detalhes |

### Por pilotos, equipes e países que mais venceram1
|          |            |                        |
| Vitórias | Construtor | Edições                |
| 4        | Mercedes   | 2014, 2016, 2017, 2018 |
| 4        | Red Bull   | 2011, 2012, 2013, 2022 |
| 4        | Ferrari    | 2010, 2015, 2019, 2023 |
| 2        | McLaren    | 2009, 2024             |
| 1        | Renault    | 2008                   |

| 5 | Sebastian Vettel | 2011, 2012, 2013, 2015, 2019 |
| 4 | Lewis Hamilton   | 2009, 2014, 2017, 2018       |
| 2 | Fernando Alonso  | 2008, 2010                   |
| 1 | Nico Rosberg     | 2016                         |
| 1 | Sérgio Perez     | 2022                         |
| 1 | Carlos Sainz Jr. | 2023                         |
| 1 | Lando Norris     | 2024                         |

|          |             |                                    |
| Vitórias | País        | Edições                            |
| 6        | Alemanha    | 2011, 2012, 2013, 2015, 2016, 2019 |
| 5        | Reino Unido | 2009, 2014, 2017, 2018, 2024       |
| 3        | Espanha     | 2008, 2010, 2023                   |
| 1        | México      | 2022                               |

↑1  (Última atualização: GP de Singapura de 2024)

## Recordes em Marina Bay
|                       | Piloto          | Chassi/Motor                  | Tempo        | Extensão | Ano  |
| --------------------- | --------------- | ----------------------------- | ------------ | -------- | ---- |
| Pole Position         | Lewis Hamilton  | Mercedes V6 Turbo Híbrido     | 1min 36s 015 | 5.063 km | 2018 |
| Melhor Volta na Prova | Kevin Magnussen | Haas-Ferrari V6 Turbo Híbrido | 1min 41s 905 | 5.063 km | 2018 |